# НПК ПАНХ
АО НПК «ПАНХ» (Применение авиации в народном хозяйстве) — российская частная научно-производственная компания в сфере гражданской авиации, сформированная из государственного НПО «ПАНХ» в 1994 году. Штаб-квартира компании находится в Краснодаре.
Компания осуществляет грузовые и пассажирские перевозки, ведет научные разработки и испытания в сфере гражданской авиации. Входит в Ассоциацию вертолетной индустрии России, регулярно участвует в международной выставке вертолётной индустрии HeliRussia.

## История
В 1963 году специально для изучения вопросов, связанных с применением гражданской авиации в сельском хозяйстве, был создан Всесоюзный научно-исследовательский институт сельскохозяйственного и специального применения гражданской авиации.
Со временем роль гражданской авиации в экономике СССР возрастала. Поэтому в 1972 году специализация института была расширена. Его переименовали во Всесоюзный научно-исследовательский институт применения гражданской авиации в народном хозяйстве.

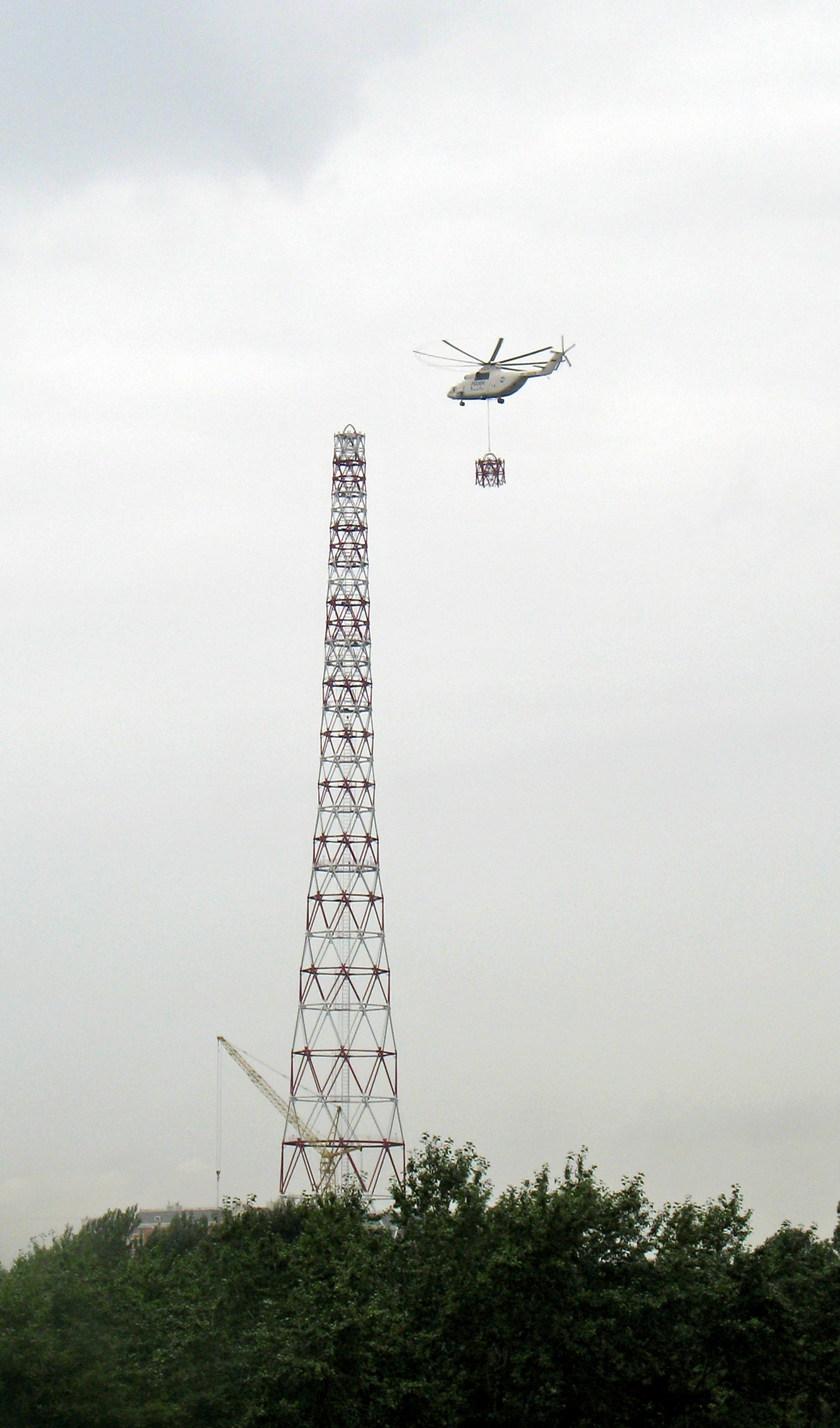
Ми-26Т компании «ПАНХ» монтирует башню «Октод» в Москве, 2006 год

В 1991 году ПАНХ вступает в Международную вертолетную организацию (HAI).
В 1994 году, в период приватизации, на базе материальной базы института было сформировано акционерное общество ПАНХ. 
В 2001 году компания стала осуществлять поддержку гуманитарных миссий ООН в Грузии, Восточном Тиморе, Пакистане и Сомали.
С 2002 года воздушный флот ПАНХ патрулирует небо над лесами Кипра для предотвращения лесных пожаров.

## Современный этап
«ПАНХ» является эксплуатантом вертолётной техники. Также компания занимается исследованиями и разработками в области применения гражданской авиации в экономике. Основу воздушного флота компании составляют вертолёты среднего класса. Летательные аппараты компании задействуют для пассажирских и грузовых перевозок. Флот компании задействован в обслуживании нефтяных платформ. Вертолеты компании используют для ликвидации лесных пожаров, нейтрализации последствий экологических бедствий.
«ПАНХ» был одним из подрядчиков при строительстве объектов спортивной и туристической инфраструктуры во время подготовки к олимпиаде в Сочи 2014 года. Вертолеты компании осуществляли монтаж опор линий электропередачи, канатных дорог, вышек сотовой связи. Флот был задействован при строительстве бобслейных трасс.
Компания участвовала в проекте «Турецкий поток»: вертолёты AW189 помогали прокладывать газопроводные трубы по дну Чёрного моря.
Вертолёты «ПАНХ» участвуют в тушении лесных пожаров в Турции, Греции, Кипре, Италии, Испании.
Флот компании участвует в оказании гуманитарной помощи в рамках Всемирной продовольственной программы ООН.

## Научный центр
Самостоятельное подразделение компании функционирует в качестве научно-исследовательского центра. За всю историю деятельности компании двое сотрудников «ПАНХ» стали академиками Академии транспорта РФ, 7 работников защитили докторские и 46 кандидатские диссертации. Специалисты института получили 50 патентов Российской Федерации и более 200 авторских свидетельств. Внедрено более 40 технических средств. НПК «ПАНХ» аккредитована в качестве научной организации в соответствии с Федеральным законом «О науке и государственной научно-технической политике».

### Известные разработки научно-исследовательского центра компании
1. Вертолётный подвесной опрыскиватель ВОП-3[11].
2. Опрыскиватель ОС-1М.[12]
3. Спасательное устройство на внешней подвеске вертолета.
4. Универсальный распылитель жидкости РЖУ-1.[13]
5. Модернизированные штанги опрыскивателя вертолета МИ-8.

Научно-исследовательский центр компании занимается не только разработками, но и испытаниями летных средств.

### Материально-техническая база[14]
- Полигон
- Лабораторные комплексы
- Посадочная площадка
- Научно-технические и летно-методические советы

## Сферы разработок научного центра
- Требования к выполнению авиационных работ в экономике.
- Эколого-гигиеническая безопасность авиационных работ.
- Нормативно-правовое обеспечения в сфере гражданской авиации.
- Техническое обеспечение и обслуживание воздушных судов.

## Парк вертолётов
По состоянию на октябрь 2020 года флот компании насчитывает следующие типы воздушных судов:
| Вертолет          | Число мест | Потолок, м | Загрузка, кг | Дальность, км |
| МИ-8Т             | 22         | 6000       | 4000         | 480           |
| МИ-26Т            | 5          | 4600       | 20000        | 590           |
| МИ-8 АМТ, МТВ     | 26         | 5000       | 6800         | 580           |
| КА-32             | 16         | 5000       | 3700         | 650           |
| Eurocopter EC-135 | 8          | 6000       | 1495         | 620           |
| Eurocopter EC-145 | 11         | 5000       | 1790         | 650           |
| AW189             | 12         | 4500       | 4500         | 820           |

## Членство в ассоциациях
1991 — Компания становится членом Международной вертолетной организации (HAI).
2006 — «ПАНХ» проходит сертификацию в Ассоциации вертолетной индустрии России (АВИ) и становится её участником.
2015 — Компания вступает в ассоциацию TRACE International.
2017 — «ПАНХ» вступает в ассоциацию HeliOffshore, объединяющую нефтяные компании, а также компании, выполняющие оффшорные работы с применением вертолетов с целью повышения безопасности этого вида деятельности.
Награды